# Jerzy Paszkowski
 Jerzy Paszkowski  (ur. 24 lipca 1946 w Kiełpinach) – generał brygady Wojska Polskiego;  szef Zarządu Technicznego w Sztabie Generalnym WP (1995–2001). 

## Życiorys
Jerzy Paszkowski urodził się 24 lipca 1946 w Kiełpinach. Od kwietnia 1966 żołnierz służby zasadniczej w 12 pułku KBW w Szczecinie. Następnie rozpoczął studia na Wydziale Mechanicznym Wojskowej Akademii Technicznej, które ukończył w 1971. Zawodową służbę wojskową rozpoczął we wrześniu 1971 w 73 pułku czołgów w Gubinie na stanowiskach: pomocnik dowódcy kompanii czołgów ds. technicznych; inżynier pułku; szef służby czołgowo-samochodowej. W 1976 został wyznaczony na starszego pomocnika szefa służby czołgowo-samochodowej w dowództwie 5 Dywizji Pancernej. W latach 1977–1979 był szefem służb technicznych – zastępcą dowódcy 27 pułku czołgów w Gubinie. W 1980 odbywał praktykę w Sztabie Służb Technicznych MON i po jej zakończeniu objął stanowisko starszego asystenta i wykładowcy Zakładu Taktyki i Sztuki Operacyjnej Instytutu systemów Zabezpieczenia Materiałowo – Technicznego Wojsk Wojskowej Akademii Technicznej. 
W sierpniu 1984 otrzymał przydział służbowy do Elbląga, gdzie sprawował obowiązki szefa służb technicznych – zastępcy dowódcy 16 Dywizji Pancernej. W 1988 po studiach w Akademii Sztabu Generalnego Sił Zbrojnych ZSRR został skierowany do Wrocławia, gdzie objął stanowisko szefa sztabu – zastępcę szefa służb technicznych w Dowództwie Śląskiego Okręgu Wojskowego. W marcu 1990 był szefem służb technicznych – zastępcą dowódcy Pomorskiego Okręgu Wojskowego w Bydgoszczy. W 1992 na tym stanowisku był awansowany na stopień generała brygady przez prezydenta RP Lecha Wałęsę. W styczniu 1994 po zmianach organizacyjno-etatowych w Sztabie Generalnym WP objął funkcję szefa Zarządu Eksploatacji, a w 1995 szefa zarządu Technicznego. 23 maja 2001 po 35 latach służby wojskowej został zwolniony z zawodowej służby. 15 sierpnia 2001 prezydent RP Aleksander Kwaśniewski uhonorował go specjalnym listem wraz z innymi generałami WP przechodzących w stan spoczynku. Aktualnie działa w Klubie Generałów i Admirałów RP.

## Awanse[1]
- podporucznik – 1970

(...)
- pułkownik – 1988
- generał brygady – 1992

## Ordery, odznaczenia i wyróżnienia[1]
- Krzyż Kawalerski Orderu Odrodzenia Polski
- Złoty Krzyż Zasługi

i inne